# Ordine del Toson d'oro
L'Ordine del Toson d'oro (Orden vom Goldenen Vlies) è un ordine cavalleresco, istituito il 10 gennaio 1430 da Filippo III di Borgogna a Bruges per celebrare il suo matrimonio con la principessa portoghese Isabella d'Aviz.
Per ragioni storiche attualmente esistono due rami dell'ordine. Infatti, durante la guerra di successione spagnola (XVIII secolo) per breve tempo l'arciduca Carlo d'Asburgo regnò sulla Spagna: questo, unito al fatto di essere diretto discendente di Filippo di Borgogna, portò la Casa d'Asburgo a rivendicare per sé il magistero dell'Ordine. Anche i Borbone di Spagna, come sovrani di Spagna, rivendicano per sé il magistero dell'Ordine. Questo ha portato alla coesistenza di due diversi e distinti Ordini del Toson d'oro. Attualmente al vertice del ramo spagnolo dell'ordine vi è re Filippo VI di Spagna, mentre del ramo austro-ungarico Carlo d'Asburgo-Lorena, capo della casa d'Asburgo.

## Storia

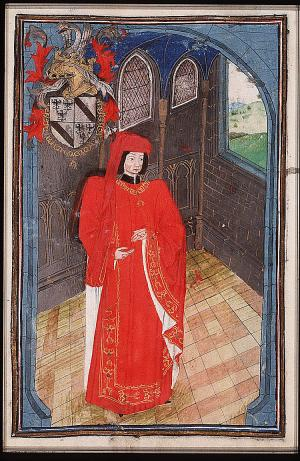
Un cavaliere del Toson d'oro all'epoca della sua fondazione in una miniatura d'epoca

L'Ordine del Toson d'oro venne modellato sull'esempio dell'Ordine della Giarrettiera inglese, ma venne dedicato a sant'Andrea, che ancora oggi è il patrono supremo dell'Ordine. Filippo di Borgogna, il fondatore, era infatti stato nominato cavaliere dell'Ordine della Giarrettiera a partire dal 1422, ma aveva rifiutato per evitare di recare offesa al vicino Re di Francia, col quale stava inaugurando una politica proficua per il suo stato.
Come l'Ordine della Giarrettiera, esso si distinse per avere un numero limitato di cavalieri che potevano ricevere l'onorificenza che inizialmente erano 24, passati già a 30 nel 1433 e divenuti 50 nel 1516, oltre chiaramente al sovrano.
La grande particolarità e novità di questo ordine che lo rese davvero esclusivo, il più importante in Europa e certamente uno dei più prestigiosi al mondo, furono gli straordinari privilegi di cui i suoi insigniti potevano disporre:
- Il sovrano dell'ordine era tenuto a convocare una riunione con la consulta dei cavalieri dell'Ordine del Toson d'oro prima di entrare in guerra.
- Tutte le dispute tra i membri dell'ordine dovevano essere discusse dal consiglio dell'Ordine stesso.
- Alla morte dell'insignito le insegne dovevano necessariamente tornare all'Ordine, con pesanti multe e ammonizioni per quanti non rispettavano questa regola.
- I cavalieri dell'Ordine godevano di una quasi totale immunità giudiziaria.
- L'arresto di uno degli insigniti doveva essere siglato da almeno sei del totale dei cavalieri insigniti e, prima della sentenza, l'accusato non poteva essere imprigionato, ma rimaneva in custodia degli altri cavalieri.
- L'Ordine era esplicitamente negato per gli eretici, divenendo esclusivamente per cattolici dopo la controriforma.
- L'Ordine veniva concesso esclusivamente a nobili. Per quanti non lo fossero all'atto della consegna del collare (il che era già di per sé un caso raro), venivano nobilitati con l'atto stesso di conferimento.

Il più famoso gran maestro dell'ordine fu Carlo V (1500-1558), imperatore del Sacro Romano Impero, che ne fece membri anche suo figlio Filippo II, l'ammiraglio genovese Andrea Doria, il principe di Bisignano Pietro Antonio Sanseverino, il duca di Parma Alessandro Farnese, insignito a seguito delle sue imprese militari, ed il granduca di Toscana Cosimo I de' Medici, per i servigi resigli da quest'ultimo (la prestigiosissima onorificenza consacrò definitivamente la gloria, il potere e la nobiltà della stirpe medicea).
Altri personaggi italiani a cui è stato conferito il cavalierato dell'ordine sono Galeazzo Caracciolo, Marcantonio Colonna, Andrea Matteo III Acquaviva, Andrea Matteo V Acquaviva,  Giangirolamo I Acquaviva. In seguito, anche molti altri membri della stessa famiglia Acquaviva, della famiglia Colonna ne furono insigniti, oltre a Federico da Montefeltro, Guidobaldo II della Rovere e suo figlio Francesco Maria II della Rovere, Francesco IV d'Este, Ferrante I Gonzaga, Vespasiano Gonzaga, Raimondo Montecuccoli, il principe di Paternò Antonio d'Aragona Moncada, nel 1627 Tiberio Vincenzo Ventimiglia del Bosco, principe di Cattolica e duca di Misilmeri, suocero di Luigi Gonzaga di Castiglione e nel 1628 Rambaldo XIII, conte di Collalto e di S. Salvatore.
L'Ordine in breve tempo divenne uno dei più prestigiosi in Europa, ed entrare a farne parte significava essere riconosciuto a tutti gli effetti come membro dell'alta nobiltà europea.

### La divisione
Con l'assorbimento delle terre della Borgogna nell'impero asburgico spagnolo, la sovranità dell'Ordine passò ai re asburgici di Spagna, dove rimase fino alla morte dell'ultimo degli Asburgo spagnoli, Carlo II di Spagna, nel 1700, ultimo gran maestro dell'ordine unificato. Gli succedette come re Filippo V di Spagna. La disputa tra Filippo e il pretendente asburgico al trono spagnolo, l'arciduca Carlo, portò alla guerra di successione spagnola, e portò anche alla divisione dell'Ordine nei rami spagnolo e austriaco. In entrambi i casi il sovrano, come il duca di Borgogna, scrive la lettera di nomina in francese.
Dal 1711 l'arciduca Carlo d'Asburgo diventa imperatore del Sacro Romano Impero e volle concedere il Toson d'oro per conto proprio: quindi creò un ramo austriaco dell'ordine, separato dagli spagnoli. Nel 1725 Filippo V e Carlo VI firmarono il trattato di Cambrai, con il quale all'imperatore era consentito utilizzare i titoli acquisiti per la durata della sua vita, per non privarlo delle sue dignità, ma questo diritto su di loro si sarebbe estinto con la sua morte: condizione che i successori dell'Asburgo non rispettarono, per cui i capi della Casa d'Austria divennero invece gran maestri dell'ordine.

## Influenza e potere dell'Ordine
Nel XVI secolo, il gran magistero dell'Ordine passò di diritto all'Imperatore Carlo V d'Asburgo, avendo egli ereditato la Borgogna da sua nonna erede dell'ultimo duca. "Carlo V, come i suoi predecessori borgognoni, diede un'apparenza di unità ai suoi frammentati possedimenti coinvolgendo nell'obiettivo i grandi casati nobiliari nei loro territori. Costoro offrirono consiglio negli affari di Stato e servirono la dinastia come governatori provinciali e capitani nelle compagnie militari, mentre alcuni di loro assunsero uffici di alto rango in Spagna ed in Italia. Il loro senso di appartenenza a corpi di élite fu esaltato dall'ammissione all'Ordine del Toson d'Oro, le cui insegne furono indossate tanto da un gruppo di principi minori quanto da un impressionante numero di Grandi di Spagna".
Dal momento che sotto il suo governo era stata praticamente riunita tutta l'Europa, l'Ordine del Toson d'oro divenne la più potente organizzazione cavalleresca esistente nel mondo. L'Ordine ricevette quindi la piena approvazione e il totale sostegno della Santa Sede, che gli concesse quindi anche speciali privilegi spirituali. Oltre all'Imperatore, quindi, l'Ordine comprese ben presto anche altri importanti cavalieri come i re di Francia, Portogallo, Scozia, Ungheria e Polonia oltre ai duchi di Baviera, Sassonia, Firenze, Savoia e Danimarca e molti altri. Nel 1577 Filippo II di Spagna, figlio di Carlo V, ottenne da papa Gregorio XIII l'esclusività di nominare cavalieri tra le alte classi sociali, rendendo quindi l'Ordine ancora più influente e migliorando lo stesso status sociale del cavalierato.
L'Ordine divenne universalmente il più importante di tutti, e persino i cavalieri dell'Ordine del Santo Sepolcro, che presso la Santa Sede erano considerati i primi, e quelli della Milizia Aurata (l'unico, al tempo, titolo di rango e nobilitazione della Santa Sede e dello Stato Pontificio) dovevano cedere il passo a quelli del Toson d'oro; a ricordo di questo, le citazioni relative a Benedetto XIV del conte Bertucci sul suo Trattato "I Titoli Nobiliari e Cavallereschi prima e dopo il 1870", pubblicato nel 1925. Così facendo, dal XVII secolo (come sostiene lo storico olandese Huizinga), l'ordine del Toson d'oro non venne più trattato come un'unione cavalleresca, divenendo innanzitutto un privilegio reale, perdendo completamente il significato originale e divenendo difatti un simbolo di distinzione e di fiducia regia.

## Simbologia
L'insegna dell'Ordine riprendeva il mitico vello d'oro rubato dagli Argonauti nella Colchide.
L'ordine ha i seguenti motti:
- Pretium Laborum Non Vile
- Ante ferit quam flamma micet
- Non Aliud

Quest'ultimo era il motto personale del duca Filippo di Borgogna del quale non si hanno notizie storiche sul perché abbia prescelto il vello della tradizione greca. Secondo alcune interpretazioni esso sarebbe semplicemente un segno della ricchezza apportata dal commercio della lana nelle Fiandre o la visione del viaggio degli Argonauti in oriente come in parallelo la conduzione di una crociata contro i turchi (personificando quindi Giasone col duca Filippo).
Inoltre, l'interpretazione dell'immagine del Toson d'oro ha anche ragione in termini di simbolismo: la pecora è l'epitome di innocenza e l'oro è simbolo della spiritualità, di modo che gli Argonauti assumono connotati particolari, come di coloro che cercavano la grandezza dello spirito per depurare l'anima.

### Insegne

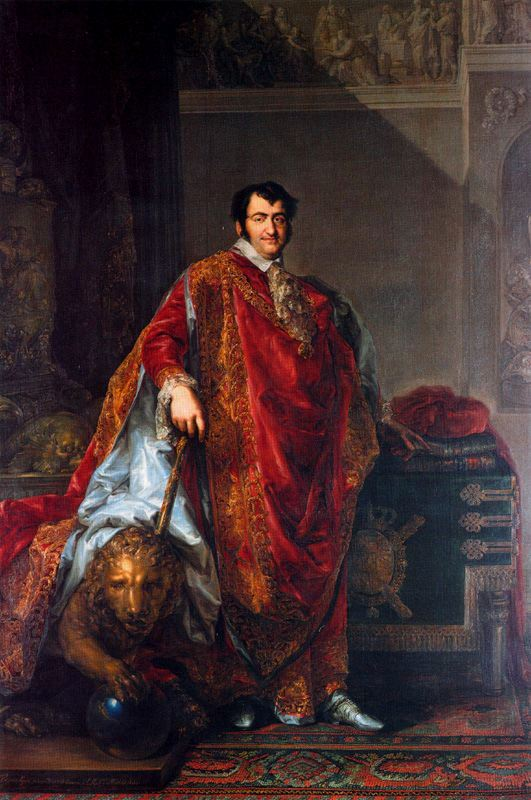
Dipinto del Re Ferdinando VII di Spagna con le vesti dell'Ordine del Toson d'oro del Ramo Spagnolo

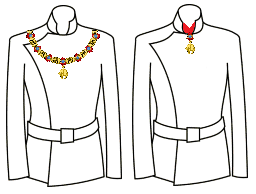
Collare e nastro dell'Ordine indossati sulla divisa di corte

- Collare — Il collare dell'ordine è ancora oggi formato da acciarini (detti anticamente focili) d'oro contrapposti a gemme che simulano pietre focaie e sprizzanti simboliche fiammelle (cioè scintille). Il collare presenta nella sua parte inferiore la figura di una pelle di ariete (il "tosone", dal francese toison, propriamente il vello tosato, con allusione al Vello d'oro della mitologia) e reca anche il motto "pretium non vile laborum". Il collare era utilizzato per le cerimonie ufficiali e vi erano anche versioni ridotte destinate ai bambini.
- Nastro — Dal XVI secolo, per praticità, entrò in uso anche il nastro da collo che portava in sospensione la figura di una pelle di ariete. Il nastro era rosso. Questo modo di portare l'Ordine era utilizzato per la quotidianità e veniva sostituito dal collare per le cerimonie più importanti.

## Numero degli insigniti
- 1430: i primi cavalieri erano 24 nobiluomini della corte di Filippo di Borgogna.
- 1433: il numero era salito a 30 cavalieri.
- 1516: il numero viene aumentato a 50 cavalieri.
- XVII secolo: il numero viene aumentato a 60 cavalieri.
- XVIII secolo: il numero viene aumentato a 70 cavalieri.
- XIX secolo: il numero dei cavalieri diviene illimitato.

L'aumento del numero dei membri dell'ordine era un chiaro segno della crescente potenza dell'Impero degli Asburgo e della sua espansione. A queste norme si adeguò ben presto anche il ramo spagnolo dell'Ordine ma più per coerenza storica che per effettive esigenze di aumentare il numero dei cavalieri.
Attualmente i due ordini mantengono la prevalenza di nomine entro le teste coronate e i maggiori nobili d'Europa e del mondo, sebbene nel ramo spagnolo siano stati ammessi anche politici di rilievo e borghesi. Nel ramo spagnolo, l'unico considerato propriamente "statale" è stata abolita l'esclusività di concessione ai cattolici.

## L'ordine austriaco

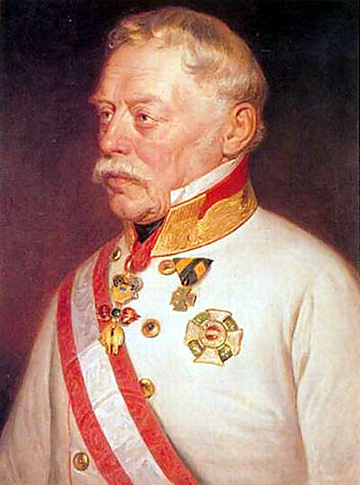
Il Feldmaresciallo Radetzky. Si noti al collo l'insegna del Toson d'oro austriaco.

L'Ordine del Toson d'oro dal 1725 derivava il proprio conferimento direttamente dal computo delle onorificenze imperiali in quanto concesse dalla casa degli Asburgo. Esso era nello specifico riservato a nobili di religione cattolica e veniva conferito direttamente dall'Imperatore. Al momento della salita al trono di Maria Teresa nel 1740, però, si pose il problema del ruolo di gran maestro, in quanto l'Ordine non ammetteva dame nella compagnia. Per arginare questo problema, il gran magistero dell'Ordine venne concesso a suo marito Francesco I.
Al crollo della monarchia austriaca dopo la fine della prima guerra mondiale, Alberto I del Belgio richiese che la sovranità e il tesoro dell'Ordine venissero trasferiti nelle sue mani, in quanto egli era ufficialmente anche duca di Borgogna, medesimo titolo acquisito per discendenza che deteneva il fondatore dell'Ordine. La questione, sottoposta alle commissioni di pace, venne seriamente presa in considerazione dagli alleati vittoriosi a Versailles, ma venne rifiutata infine per intervento di Alfonso XIII di Spagna, che promosse a favore di Carlo I d'Austria la detenzione dell'Ordine di collazione austriaca come ordine personale della casata, difendendo nel contempo i propri diritti sull'omonimo ordine spagnolo.
La sovranità rimase per tanto al capo della casata degli Asburgo d'Austria, dopo Carlo I passo a suo figlio Ottone d'Asburgo-Lorena, e poi al figlio di questo Carlo d'Asburgo-Lorena attuale capo della casa imperiale d'Austria.

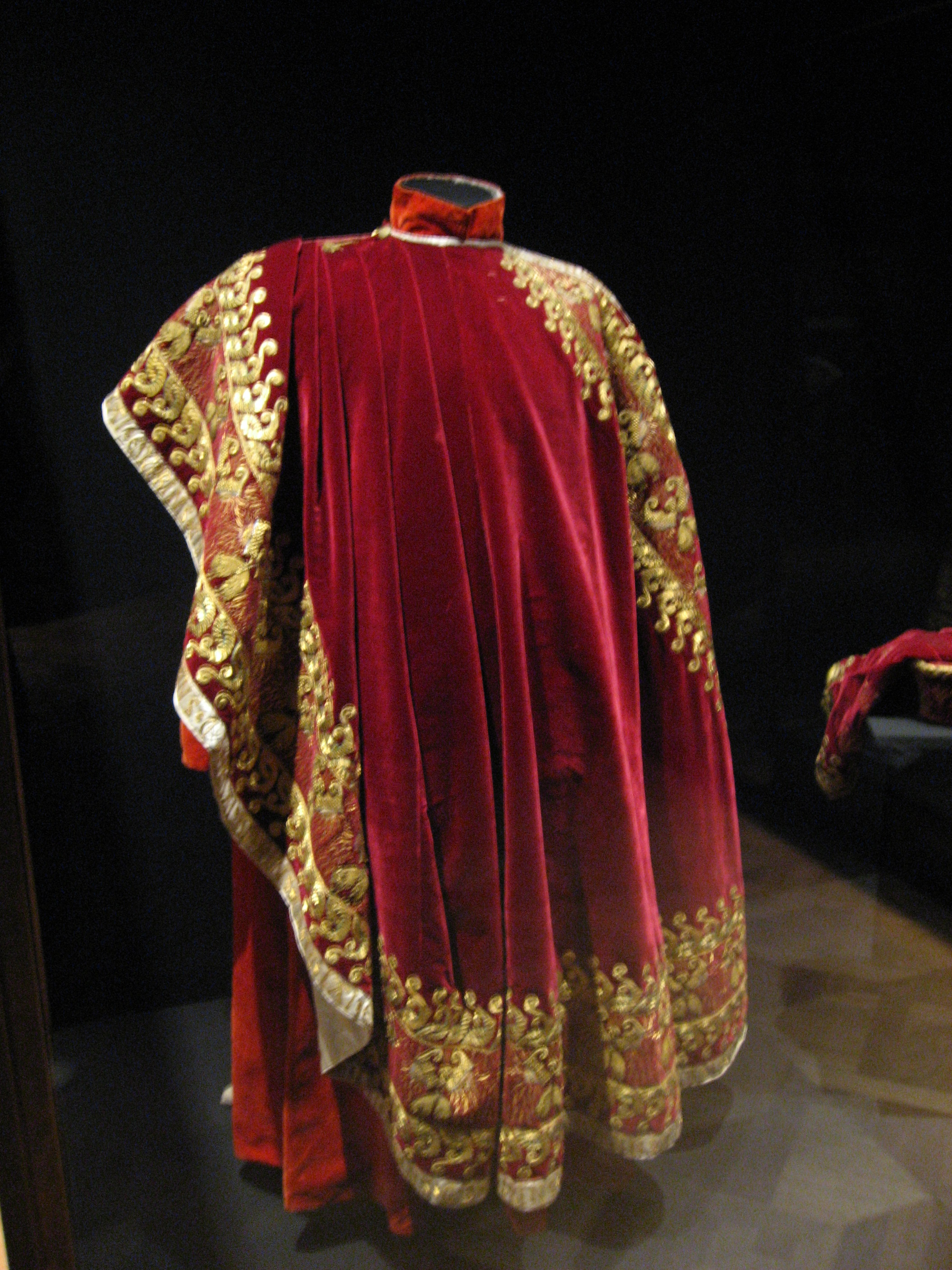
Abito da cerimonia dell'ordine del Toson d'oro

### Illustri membri dell'Ordine
- 1262: Francesco Bonaventura, duca di Baviera (n. 1933)
- 1269: Carlo d'Asburgo-Lorena, arciduca d'Austria (n. 1961)
- 1274: Alberto II, re del Belgio (n. 1934)
- 1277: Andrea Salvatore d'Asburgo-Toscana, arciduca d'Austria (n. 1936)
- 1278: Carlo Salvatore d'Asburgo-Toscana, arciduca d'Austria (n. 1936)
- 1290: Lorenzo d'Asburgo-Este, duca di Modena e Reggio (n. 1955)
- 1296: Michele d'Asburgo-Lorena, arciduca d'Austria (n. 1942)
- 1297: Michele Salvatore d'Asburgo-Toscana, arciduca d'Austria (n. 1949)
- 1300: Giovanni Adamo II, principe di Liechtenstein (n. 1945)
- 1302: Duarte Pio, duca di Braganza (n. 1945)
- 1304: Giorgio d'Asburgo-Lorena, arciduca d'Austria (n. 1964)
- 1308: Carlo Cristiano d'Asburgo-Lorena, arciduca d'Austria (n. 1954)
- 1309: Carlo, principe di Schwarzenberg (n. 1937)
- 1310: Giuseppe Carlo d'Asburgo-Lorena, arciduca d'Austria (n. 1960)
- 1314: Luigi Costantino, principe di Löwenstein-Wertheim-Rosenberg
- 1318: Mariano Ugo, principe di Windisch-Graetz (n. 1955)
- 1320: Giovanni Federico, barone di Solemacher-Antweiler (n. 1945)
- 1323: Giorgio Adamo, principe di Starhemberg (n. 1961)
- 1326: Kubrat di Sassonia-Coburgo-Gotha, principe di Panagyurishte (n. 1965)
- 1328: Enrico, granduca di Lussemburgo (n. 1955)
- Filippo, re del Belgio (n. 1960)
- Michele Carlo, principe di Ligne (n. 1951)
- Ferdinando Zvonimiro d'Asburgo-Lorena, arciduca d'Austria (n. 1997)
- Michele, principe del Liechtenstein (n. 1951)
- Vincenzo, principe di Liechtenstein (n. 1950)
- Nicola, principe di Lobkowicz (n. 1931)
- Giovanni, conte Hoyos-Sprinzenstein (n. 1923)
- Giorgio, principe di Waldburg-Zeil-Trauchburg (n. 1928)
- Goffredo, conte Czernin von Chudenitz
- Edoardo d’Asburgo-Lorena, arciduca d’Austria (n. 1967)
- Don Prospero Colonna di Paliano, Principe di Avella (n. 1956)
- Nicola, barone Adamovich de Csepin
- Ernesto, conte di Abensberg and Traun
- Christoph Schönborn, arcivescovo di Vienna (n. 1945)
- Wulf Gordian, barone di Hauser
- Alessandro, conte di Pachta-Reyhofen

## L'ordine spagnolo

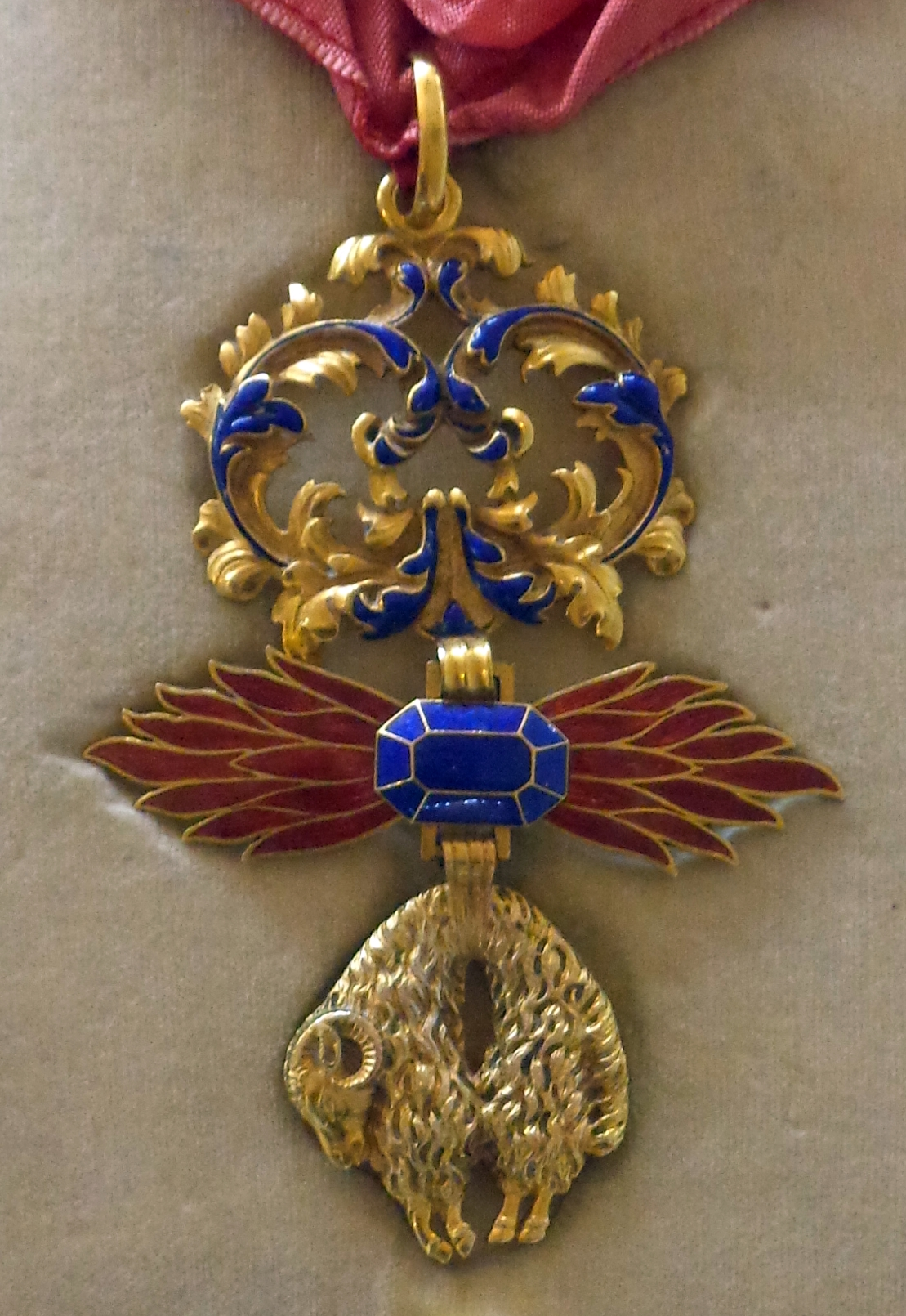
Collare del Toson d'oro, ramo spagnolo

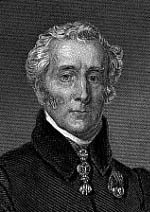
Il Duca di Wellington indossante il collare dell'ordine nella variante spagnola

Primo capo del solo ramo spagnolo fu Filippo V di Spagna dal 1700 al 1746.
L'Ordine spagnolo del Toson d'oro fu al centro di una controversa discussione nel passato, in particolare durante il periodo della Guerra d'indipendenza spagnola. Alla caduta del governo napoleonico, tutte le concessioni dell'Ordine fatte da Napoleone e da suo fratello Giuseppe Bonaparte vennero revocate dal re di Spagna Ferdinando VII nel 1813.
Nel 1812, a causa di un atto illegittimo del governo provvisorio spagnolo, l'onorificenza venne attribuita al Duca di Wellington; l'atto venne in seguito confermato da Ferdinando VII, con l'approvazione di papa Pio VII. Wellington divenne così il primo protestante ad essere insignito dell'onorificenza.
Vi fu una nuova crisi nel 1833 quando Isabella II divenne regina di Spagna contro la Legge Salica. I suoi diritti sull'ordine vennero pertanto contestati dagli esponenti della linea carlista e l'ordine soffrì delle controversie politiche dell'epoca.
La sovranità dell'ordine passò poi ai capi di Stato spagnoli durante il periodo repubblicano (1931-1939) e quello franchista (1939-1975), sino a giungere all'attuale re Filippo VI di Spagna.
È la più importante onorificenza spagnola, cui segue l'Ordine di Carlo III.

### Attuali membri dell'Ordine
- Juan Carlos I di Spagna (n. 1938)
- Filippo VI di Spagna (n. 1968)
- Carlo XVI Gustavo di Svezia (n. 1946)
- Akihito del Giappone (n. 1933)
- Beatrice dei Paesi Bassi (n. 1938)
- Margherita II di Danimarca (n. 1940)
- Alberto II del Belgio (n. 1934)
- Filippo del Belgio (n. 1960)
- Harald V di Norvegia (n. 1937)
- Simeone II di Bulgaria (n. 1937)
- Enrico di Lussemburgo (n. 1955)
- Javier Solana (n. 1942)
- Víctor García de la Concha (n. 1934)
- Nicolas Sarkozy (n. 1955)
- Enrique Valentín Iglesias (n. 1930)
- Leonor di Spagna, Principessa delle Asturie (n. 2005)
- Sofia di Spagna, Regina emerita (n. 1938)

## Varianti

### L'Ordine napoleonico dei Tre Tosoni d'oro
Tra le tante varianti del Toson d'oro è bene ricordare quella che nel 1809 Napoleone Bonaparte progettò di costituire. Questa nuova branca dell'ordine, aveva per insegna il tradizionale toson d'oro e doveva rispecchiare la gloria e la potenza dell'Impero francese sotto il suo dominio.
La considerazione e l'antichità dell'istituzione del Toson d'oro fecero pensare a Napoleone che esso dovesse essere innanzitutto un segno di grandissimo onore e nobiltà e per questo si prodigò per rispettare a pieno i canoni delle insegne.
Sul significato però del riunire in una sola medaglia i famosi tre tosoni d'oro si intendeva pertanto ribadire la sovranità di Napoleone sui territori da lui recentemente sottomessi, i quali disponevano tutti di un ramo della famosa decorazione del Toson d'oro.
I tre velli d'ariete appesi simboleggiavano infatti la Borgogna, dove l'Ordine era stato fondato inizialmente (la quale è ancora oggi una regione della Francia e quindi, per antonomasia, questo vello stava ad indicare la nazione francese), la Spagna (invasa nel 1808) e l'Austria (sconfitta e sottomessa nel 1809).
Quest'ordine, però, non venne mai realizzato e restò un'onorificenza puramente teorica, in quanto fortissima fu l'opposizione di Spagna e Austria che da tempo detenevano il privilegio di concessione del vero Toson d'oro.
Malgrado ciò furono gettate la basi per un ipotetico disegno delle insegne dei cavalieri dell'Ordine dei Tre Tosoni d'oro, che ancora oggi è conservato; le medaglie riprendevano in quasi tutti i particolari le precedenti caratteristiche dei distintivi del Toson d'oro, con alcune differenze di stampo prettamente napoleonico: l'insegna consisteva in un'aquila napoleonica voltata verso destra che sorreggeva tra le zampe un acciarino blu con due fiamme rosse ai lati, sostenente tre velli di montone in oro, accollati assieme.
Esistono ad oggi alcune riproduzioni di questa onorificenza, in oro e pietre preziose o smalti che però sono da considerarsi improprie, in quanto realizzate molto tempo dopo la caduta dell'Impero napoleonico dai sostenitori del governo di Napoleone I, ma essi non hanno alcun valore come onorificenze.